# 노우 메스타야
노우 메스타야(스페인어: Nou Mestalla)는 스페인의 축구 경기장이다. 발렌시아에 위치하고 있으며 지역 축구 클럽 발렌시아 CF의 홈 경기장이다.